# يوجين إل. غرانت
يوجين إل. غرانت (بالإنجليزية: Eugene L. Grant)‏ هو مهندس مدني أمريكي، ولد في 15 فبراير 1897 في شيكاغو في الولايات المتحدة، وتوفي في 9 يوليو 1996.